# Capsa (stolica tytularna)
Capsa (łac. Diocesis Capsitanus) – diecezja historyczna w Cesarstwie rzymskim w prowincji Byzacena, współcześnie miasto Kafsa w Tunezji. Obecnie katolickie biskupstwo tytularne.

## Biskupi tytularni
| Lp. | Biskup                         | Funkcja                                       | Od              | Do              |
| --- | ------------------------------ | --------------------------------------------- | --------------- | --------------- |
| 1   | Joseph Franciskus Marie Sweens | wikariusz apostolski Victoria-Nyanza (Uganda) | 1 stycznia 1910 | 6 kwietnia 1950 |
| 2   | Alfredo Verzosa y Florentin    | emerytowany biskup Lipy (Filipiny)            | 25 lutego 1951  | 27 czerwca 1954 |
| 3   | Charles Garrett Maloney        | biskup pomocniczy Louisville (USA)            | 30 grudnia 1954 | 2 lutego 1995   |
| 4   | Adalberto Paulo da Silva       | biskup pomocniczy Fortalezy (Brazylia)        | 24 maja 1995    | 30 lipca 2025   |